# Manabu Saito
Manabu Saito (japonsko 齋藤 学), japonski nogometaš, * 4. april 1990.
Za japonsko reprezentanco je odigral 5 uradnih tekem.